# Ephippiotragus
Ephippiotragus is een kevergeslacht uit de familie van de boktorren (Cerambycidae). De wetenschappelijke naam van het geslacht werd voor het eerst geldig gepubliceerd in 2013 door Clarke.

## Soorten
Ephippiotragus omvat de volgende soorten:
- Ephippiotragus thomasi Clarke, 2013
- Ephippiotragus wappesi Clarke, 2013